# Gouverneur de la colonie britannique de Chypre
Le gouverneur de la colonie britannique de Chypre est le représentant de la Couronne britannique dans la colonie de Chypre.

## Histoire
Jusqu'alors un territoire de l'Empire ottoman, un protectorat britannique sous la souveraineté ottomane fut établi sur l'île de Chypre par la convention de Chypre du 4 juin 1878. 
Le Royaume-Uni déclara la guerre à l'Empire ottoman le 5 novembre 1914 et annexa Chypre durant la Première Guerre mondiale. La Turquie a pris connaissance de la possession de Chypre par le traité de Lausanne le 24 juillet 1923 et l'île est devenue une colonie de la Couronne le 10 mars 1925. 
À la suite des accords de Londres et de Zurich du 19 février 1959, Chypre gagne son indépendance le 16 août 1960, et le poste de gouverneur est remplacé par celui de président de la république de Chypre, chef de l'État nouvellement indépendant.

## Liste des hauts-commissaires (1878-1925)
| Nom (Naissance-Décès)                               | Portrait | De                                                      | A                                 |
| --------------------------------------------------- | -------- | ------------------------------------------------------- | --------------------------------- |
| Lord John Hay (1827–1916) (intérimaire)             |          | 12 juillet 1878                                         | 22 juillet 1878                   |
| Sir Garnet Joseph Wolseley (1833–1913)              |          | 22 juillet 1878                                         | 23 juin 1879                      |
| Sir Robert Biddulph (1835–1918)                     |          | 23 juin 1879                                            | 9 mars 1886                       |
| Sir Henry Ernest Gascoyne Bulwer (en) (1836–1914)   |          | 9 mars 1886                                             | 5 avril 1892                      |
| Sir Walter Joseph Sendall (en) (1832–1904)          |          | 5 avril 1892                                            | 23 avril 1898                     |
| Sir William Frederick Haynes-Smith (en) (1839–1928) |          | 23 avril 1898                                           | 17 octobre 1904                   |
| Sir Charles Anthony King-Harman (en) (1851–1939)    |          | 17 octobre 1904                                         | 12 octobre 1911                   |
| Hamilton Goold-Adams (en) (1858–1920)               |          | 12 octobre 1911                                         | 8 janvier 1915                    |
| Sir John Eugene Clauson (1866–1918)                 |          | 8 janvier 1915                                          | 31 décembre 1918 (meurt en poste) |
| Sir Malcolm Stevenson (en) (1878–1927)              |          | 31 décembre 1918 (intérimaire jusqu'au 31 juillet 1920) | 10 mars 1925                      |

## Liste des Gouverneurs (1925-1960)
| Nom (Naissance-Mort)                          | Portrait | De                | À                 |
| --------------------------------------------- | -------- | ----------------- | ----------------- |
| Sir Malcolm Stevenson (en) (1878–1927)        |          | 10 mars 1925      | 30 novembre 1926  |
| Sir Ronald Storrs (1881–1955)                 |          | 30 novembre 1926  | 29 octobre 1932   |
| Sir Reginald Edward Stubbs (1876–1947)        |          | 29 octobre 1932   | 8 novembre 1933   |
| Sir Herbert Richmond Palmer (en) (1877–1958)  |          | 8 novembre 1933   | 4 juillet 1939    |
| William Denis Battershill (1896–1959)         |          | 4 juillet 1939    | 3 octobre 1941    |
| Charles Campbell Woolley (1893–1981)          |          | 3 octobre 1941    | 24 octobre 1946   |
| Reginald Fletcher (1885–1961)                 |          | 24 octobre 1946   | 4 août 1949       |
| Sir Andrew Barkworth Wright (1895–1971)       |          | 4 août 1949       | 1954              |
| Sir Robert Perceval Armitage (en) (1906–1990) |          | 1954              | 25 septembre 1955 |
| Sir John Harding (1896–1989)                  |          | 25 septembre 1955 | 22 octobre 1957   |
| Sir Hugh Mackintosh Foot (1907–1990)          |          | 3 décembre 1957   | 16 août 1960      |